# Pávlovski Posad
Pávlovski Posad (en ruso: Па́вловский Поса́д) es una localidad del óblast de Moscú, en Rusia, centro administrativo del raión homónimo. Está ubicada a 68 km de Moscú, en la confluencia de los ríos Kliazma y Vojna. El ferrocarril Moscú-Vladímir atraviesa la ciudad. Población: 61 764 habitantes (2010).

## Historia
Pávlovski Posad fue fundada en 1845 en el lugar del antiguo asentamiento de Pávlovo. Desde su fundación, los territorios del asentamiento pertenecían al Tróitskaya Sérguieyeva Lavra (Monasterio de la Trinidad y San Sergio). Más tarde (a mediados del siglo XVII) dichos territorios pasaron a formar parte de la propiedad estatal. Debido a la particularidad del lugar, Pávlovski Posad nunca conoció el feudalismo ruso.
El hecho de fundar una ciudad en el sitio de varios asentamientos (Pávlovo, Dubrovo, Zajárovo y Melenki) no era típico del siglo XIX en Rusia. Fue solo porque el comercio local se encontraba en un acelerado desarrollo, que esta tarea se llevó a cabo exitosamente. Desde sus comienzos, la localidad ha tenido la industria textil como su principal fuente económica. Alcanzó el estatus de ciudad en 1844.
A mediados del siglo XIX, se originó una feroz competencia entre dos grupos empresariales de Pávlovski Posad. Un grupo consistía en residentes de la parte central de la localidad (antiguo Pávlovo), mientras que el segundo grupo era originario de las aldeas vecinas (Stepúrino, Prokúnino, Evséievo). La competencia se intensificó después de 1822 cuando miembros del primer grupo (liderados por D.I. Shirókov) Viejos creyentes de Popovtsy (con pope), se inclinaron a ingresar al edinoverie (acuerdo entre La Iglesia Oficial y los grupos opositores, Edinoverie), mientras que el segundo grupo (liderado por Ya. I. Labzin) eran Viejos creyentes de Bezpopovtsy (sin pope). En 1840, Ya. I. Labzin y su familiar V.I. Griaznov se unieron a la ortodoxia oficial y así se inclinaron del lado del Gobierno. Como resultado, el segundo grupo de hombres de negocios se impuso sobre sus competidores. La fábrica de Ya. I. Labzin y V.I. Griaznov se convirtió en la mayor fábrica productora de chal en Rusia, la misma fábrica que ha sobrevivido incluso después de la era soviética.
Durante finales del siglo XIX y principios de XX, se dio una oleada de construcción de hermosas Iglesias y un monasterio en la ciudad.

## Economía
La industria textil es aún la más prominente en la moderna Pávlovski Posad. Durante los años noventa, luego de la disolución de la Unión Soviética, la mayor parte de las fábricas textiles fueron transformadas en corporaciones públicas que, consideradas en quiebra, fueron adquiridas por empresarios locales. El repentino cambio hacia una economía de mercado, trajo consigo la fuerte competencia de compañías asiáticas. Algunas de las fábricas sobrevivieron con una estrategia de producción baja. La fábrica más famosa de la ciudad, Pávlovo-Posádskaya Manufactura, aún produce chales y pañuelos tradicionales rusos; y puesto que es la única fábrica de producción masiva de chal en la Rusia moderna, su situación financiera parece ser bastante buena. Algunas de las otras fábricas sobrevivieron por concentrarse en equipamiento de bomberos, mientras que otras están produciendo trajes para sacerdotes.
La segunda fábrica más importante de la ciudad, Exciton, que producía computadoras personales en la década de los ochenta, ha sobrevivido a la época de depresión, pero ya no concentra su producción en artículos electrónicos.

## Lugares de interés
El monasterio Pokrovsko-Vasílievski fue construido cerca al cementerio, a principios del siglo XX. El monasterio cuenta con una catedral, que actualmente tiene incorporadas dos iglesias independientes, la más alta, la iglesia de Pokrov, y la más baja, la iglesia de San Vasili Ispovédnik (San Basilio el Confesor). La catedral tiene un campanario, tanto aquella como la torre fueron construidas en el estilo seudorruso. Existe además una pequeña iglesia de San Andréi Rubliov a la entrada del monasterio.
Por siglos el centro espiritual de Vojna, y más tarde de Pávlovski Posad, fue la 'Voskresensky Sobor' (Catedral de la Resurrección), localizada en la orilla izquierda del río Vojonka. Durante la era soviética el principal cuerpo de la catedral fue demolido, y solo una torre y un altar fueron preservados.
Hay además tres iglesias ortodoxas más y una iglesia de los Viejos creyentes, algunas interesantes construcciones del siglo XIX (especialmente en el centro de la ciudad), un museo local, un museo de chales y pañuelos rusos, y un centro de exhibición.

## Personas relacionadas con Pávlovski Posad
- Guerásim Kurin, héroe de la Guerra Patriótica de 1812.
- Vasili Griaznov, por su trabajo misionero entre los Viejos creyentes, fue reconocido como santo local en 1999.
- Yákov Labzin, comerciante, amigo y compañero del santo Vasili Griaznov.
- Oleg Chujóntsev, poeta.
- Valeri Bikovski, cosmonauta.
- Viacheslav Tíjonov, actor.
- Natalia Petrusiova, patinadora de velocidad.